# Relations entre la France et Malte
Les relations entre la France et Malte sont des relations internationales s'exerçant au sein de l'Union européenne entre deux États membres de l'Union, la République française et la République de Malte. Elles sont structurées par deux ambassades, l'ambassade de France à Malte et l'ambassade de Malte en France.